# Palais présidentiel de Grozny

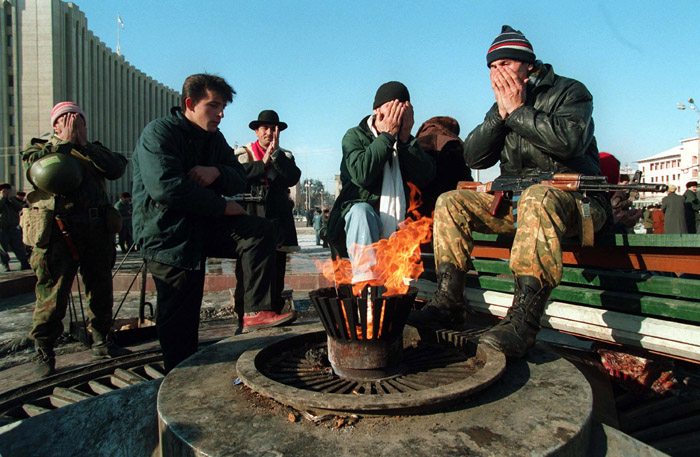
Partisans de Djokhar Doudaïev priant devant le palais présidentiel de Grozny, en décembre 1994, quelques jours avant que la bataille de Grozny ne débute.

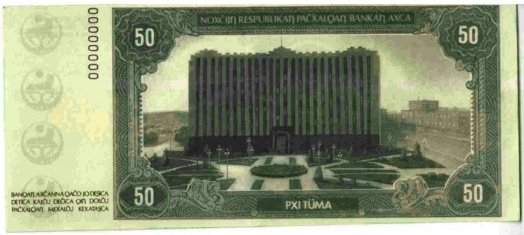
Le Palais présidentiel de Grozny, représenté sur le billet de 50 Naxar tchétchènes

Le palais présidentiel de Grozny était un bâtiment situé au centre de Grozny, capitale de la Tchétchénie. Le bâtiment est devenu un symbole de résistance pour les partisans de la république tchétchène d'Itchkérie durant les premiers stades de la première guerre de Tchétchénie. Le bâtiment a été endommagé par l'artillerie et les frappes aériennes répétées. Les Russes l'ont finalement démoli en 1996, et remplacé par la « place Akhmad Kadyrov ».

## Histoire
L'immeuble de onze étages était à l'origine le siège du Parti communiste de l'Union soviétique dans la république socialiste soviétique autonome de Tchétchénie-Ingouchie. Finalement, le général Djokhar Doudaïev, le premier dirigeant du mouvement séparatiste de la république tchétchène d'Itchkérie, en a fait son palais présidentiel et y a établi le siège principal de son gouvernement (le bureau de Doudaïev était au huitième étage).

### Première guerre de Tchétchénie

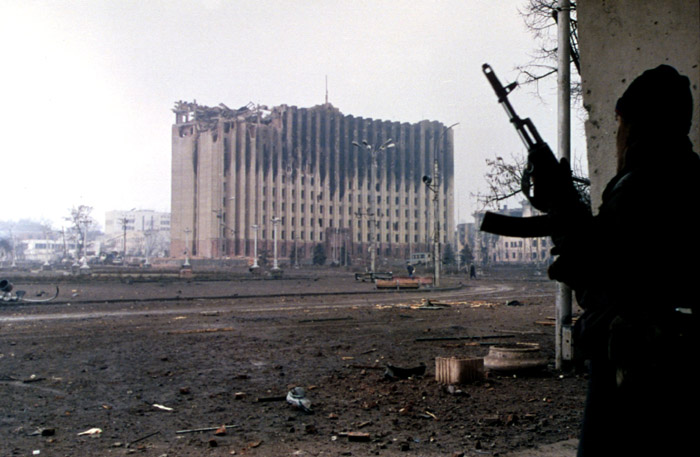
Un combattant tchétchène, près du palais présidentiel incendié au cours d'une brève accalmie dans les combats à Grozny, en janvier 1995. Photo par Mikhail Evstafiev

Le palais a été la cible d'attaques avortées par les forces d'opposition tchétchènes soutenues par les Russes en 1994 mais n'a pas été ciblé lors de la campagne initiale de bombardements massifs russes. Durant la première phase de la bataille de Grozny de 1994-1995, le palais était l'objectif principal du désastreux assaut par les forces russes, mené fin 1994/début 1995,, l'endroit où toutes les colonnes russes devaient se réunir après avoir progressé de différentes directions, ainsi que les nouvelles attaques russes[pas clair]. Le soldat qui hisserait le drapeau de la Russie sur le bâtiment recevrait le titre de héros de la fédération de Russie et le ministre de la Défense russe Pavel Gratchiov a même affirmé que ses forces l'ont pris lors de la première prise d'assaut.
Bien que Doudaïev ait quitté Grozny au début de la bataille, la structure massive en béton de son palais présidentiel est devenu le principal bastion tchétchène dans la ville. Avec les bâtiments environnants, il a été âprement défendu par plusieurs centaines de combattants séparatistes, dont quelques-uns des gardes présidentiels de Doudaïev et le bataillon de Chamil Bassaïev. Le sous-sol du palais devint le siège de bataille d'Aslan Maskhadov, chef tchétchène du personnel, partagé avec un hôpital de campagne et un camp de prisonniers de guerre improvisé pour les soldats russes capturés. Sergueï Kovalev (commissaire aux droits de l'homme de Boris Eltsine), six autres députés de la Douma, ainsi que plusieurs journalistes et travailleurs humanitaires (dont Viktor Popkov (en)) ont également été pris au piège dans le bunker pendant des jours après l'attaque initiale russe,.
Les forces russes ont bombardé le bâtiment pendant près de trois semaines, marquant des centaines de coups directs d'artillerie, avec des mortiers, des tirs de char à bout portant et une salve particulièrement dévastatrice de roquettes BM-21 Grad. Ils ont déployé des milliers de soldats pendant près de deux semaines de combats acharnés qui ont complètement détruit la plupart des bâtiments municipaux et des maisons près du palais et l'ont réduit à à peine plus qu'une coquille éviscérée. Finalement, le 16 janvier, les Russes ont réussi à encercler sur trois côtés (le quatrième étant la rivière Sounja) le bâtiment en flammes, mais n'avaient toujours pas réussi à déloger les défenseurs,.
Le 17 janvier 1995, deux énormes bombes bunker buster de neuf tonnes ont été larguées, rare exemple d'utilisation de bombes guidées par l'Armée de l'air russe en Tchétchénie. Les deux bombes ont traversé les onze étages du toit, atteignant la base du bâtiment, et ont pénétré à l'intérieur du bunker. L'une d'elles a explosé dans l'hôpital souterrain, tuant entre 50 et 60 personnes, dont de nombreux prisonniers, ; la seconde, qui a atterri à quelques mètres du poste de commandement de Maskhadov, n'a pas explosé et Maskhadov est sorti indemne. Après minuit, le 18 janvier, le bâtiment en ruine a été abandonné par les derniers défenseurs, qui ont traversé un pont vers l'autre côté de la rivière sous le couvert de l'obscurité, et a finalement été saisi par les Russes le lendemain,,.
Le site était le théâtre d'une manifestation massive pour la paix en février 1996. Le rassemblement s'est terminé dans le sang lorsque les forces gouvernementales russes ont tiré sur les manifestants, tuant plusieurs personnes,. Les Russes ont démoli les ruines peu après,.

### Place Akhmad Kadyrov
À l'emplacement du palais présidentiel se trouve dorénavant la « place Akhmad Kadyrov ». Un monument y est érigé « à la mémoire des agents de la police morts au combat contre les terroristes et les wahhabites ».